# Andrea Malagoli
Andrea Malagoli est un défenseur international italien de rink hockey né le 29 mai 1991. 

## Parcours
Il joue au sein des équipes de Trissino, Amatori et Prato. Il évolue au poste de défenseur-milieu. Mais aussi à Follonica club avec qui il marque 56 buts en 2012. En 2015, il est convoqué pour participer au Mondial 2015 avec la sélection italienne. 
En 2016, il rejoint le Corregio Hockey,. En 2017, il participe à la supercoupe d'Italie, mais également avec la sélection nationale pour les premiers WRG de 2017 en Chine. En 2018, il est désormais présenté comme attaquant dans le cadre de la sélection nationale qui dispute le championnat d'Europe à la Corogne. En 2019, il fait partie des athlètes participants au WRG de barcelone. 

## Palmarès
En 2016, il participe au championnat d'Europe. 
En club, il remporte la coupe d'Italie en 2016. En 2018, il remporte le championnat et la surpercoupe d'Italie avec Lodi. 

### Fiche joueurs
- leballonrond.fr